# Oľšov
Oľšov est un village de Slovaquie situé dans la région de Prešov.

## Histoire
Première mention écrite du village en 1309.

## Démographie

### Évolution de la population
| Année:               | 1994. | 2004.    | 2014.   | 2024.   |
| -------------------- | ----- | -------- | ------- | ------- |
| Nombre de personnes: | 359   | 407      | 396     | 366     |
| Différence:          |       | +13,37 % | -2,70 % | -7,57 % |

| Année:               | 2023. | 2024.   |
| -------------------- | ----- | ------- |
| Nombre de personnes: | 364   | 366     |
| Différence:          |       | +0,54 % |